# Бєлінська сільська рада
Бєлі́нська сільська́ ра́да — адміністративно-територіальна одиниця та орган місцевого самоврядування в Ленінському районі Автономної Республіки Крим. Адміністративний центр — село Бєлінське.

## Загальні відомості
- Населення ради: 1 224 особи (станом на 2001 рік)

## Населені пункти
Сільській раді були підпорядковані населені пункти:
- с. Бєлінське
- с. Верхньозаморське
- с. Золоте
- с. Нижньозаморське
- с. Нововідрадне
- с. Станційне

## Склад ради
Рада складалася з 16 депутатів та голови.
- Голова ради: Каменченко Ірина Яківлівна
- Секретар ради: Боровік Раїса Євгенівна

### Керівний склад попередніх скликань
| Прізвище, ім'я, по батькові | Основні відомості                                                         | Дата обрання | Дата звільнення |
| --------------------------- | ------------------------------------------------------------------------- | ------------ | --------------- |
| Каменченко Ірина Яковлівна  | Сільський голова, 1964 року народження, член Партії регіонів              | 26.03.2006   | 31.10.2010      |
| Каменченко Ірина Яківлівна  | Сільський голова, 1964 року народження, освіта вища, член Партії регіонів | 31.10.2010   |                 |

Примітка: таблиця складена за даними сайту Верховної Ради України

### Депутати
За результатами місцевих виборів 2010 року депутатами ради стали:

#### За суб'єктами висування
| Суб'єкт висування                 | Кількість обраних депутатів | %    |
| --------------------------------- | --------------------------- | ---- |
| Партія регіонів                   | 11                          | 68,8 |
| Самовисування                     | 3                           | 18,8 |
| Політична партія «Сильна Україна» | 2                           | 12,5 |

#### За округами
| № округу                          | Прізвище, ім'я, по батькові    | Дата визнання обраним | Освіта  | Партійна приналежність                  | Відомості про обраного депутата                |
| --------------------------------- | ------------------------------ | --------------------- | ------- | --------------------------------------- | ---------------------------------------------- |
| Партія регіонів                   |                                |                       |         |                                         |                                                |
| 1                                 | Шепєль Любов Олександрівна     | 01.11.2010            | середня | член Партії регіонів                    | Бєлінська загальноосвітня школа, прибиральниця |
| 2                                 | Проханов Ігор Валентинович     | 01.11.2010            | середня | член Партії регіонів                    | Бєлінська загальноосвітня школа, кочегар       |
| 4                                 | Нураєв Алім Серверович         | 01.11.2010            | середня | позапартійний                           | приватний підприємець                          |
| 5                                 | Бєліков Олексій Валерійович    | 01.11.2010            | середня | член Партії регіонів                    | тимчасово не працює                            |
| 7                                 | Титова Надія Володимирівна     | 01.11.2010            | середня | член Партії регіонів                    | вузол зв'язку, листоноша                       |
| 8                                 | Ковалевич Ігор Михайлович      | 01.11.2010            | середня | член Партії регіонів                    | приватний підприємець                          |
| 9                                 | Боровик Раїса Євгенівна        | 01.11.2010            | вища    | член Партії регіонів                    | Бєлінська сільська рада, секретар              |
| 10                                | Гуртова Валентина Анатоліївна  | 01.11.2010            | середня | член Партії регіонів                    | вузол зв'язку, начальник                       |
| 12                                | Бодрова Марина Павлівна        | 01.11.2010            | середня | член Партії регіонів                    | крамниця, продавець                            |
| 14                                | Єфремов Геннадій Васильович    | 01.11.2010            | середня | член Партії регіонів                    | тимчасово не працює                            |
| 16                                | Черненко Світлана Мирославівна | 01.11.2010            | середня | член Партії регіонів                    | база відпочинку «Заря», кухар                  |
| Політична партія «Сильна Україна» |                                |                       |         |                                         |                                                |
| 13                                | Кочан Віктор Володимирович     | 01.11.2010            | вища    | член Політичної партії «Сильна Україна» | Держрибохорона, інспектор                      |
| 15                                | Кочан Любов Валеріївна         | 01.11.2010            | середня | член Політичної партії «Сильна Україна» | тимчасово не працює                            |
| Самовисування                     |                                |                       |         |                                         |                                                |
| 3                                 | Правосудова Ірина Василівна    | 01.11.2010            | середня | позапартійна                            | Бєлінська загальноосвітня школа, кухар         |
| 6                                 | Богатова Надія Ярославівна     | 01.11.2010            | середня | позапартійна                            | тимчасово не працює                            |
| 11                                | Волкова Олена Василівна        | 01.11.2010            | середня | член Політичної партії «Руська Єдність» | тимчасово не працює                            |